# Przemysław Dąbrowski (lekkoatleta)
Przemysław Dąbrowski (ur. 25 lutego 1989 w Rzekuniu) – polski lekkoatleta specjalizujący się w biegach średnich oraz długich, reprezentant Polski na Mistrzostwach Świata w biegach górskich, gdzie zajął 16. lokatę indywidualnie. 

## Życiorys
Zawodnik AZS-AWF Biała Podlaska w latach 2019/14, od 2015 reprezentuje klub LŁKS Prefbet Śniadowo Łomża. Medalista mistrzostw Polski w różnych kategoriach wiekowych oraz seniorów w biegu maratońskim (2017).
20 września 2015 w Białymstoku, wygrał bieg na 10 km w obsadzie międzynarodowej ustanawiając rekord trasy (00:30:44).

## Osiągnięcia
| Rok  | Impreza                               | Miejsce                | Konkurencja | Pozycja     |
| ---- | ------------------------------------- | ---------------------- | ----------- | ----------- |
| 2013 | Mistrzostwa Świata w Biegach Górskich | Szklarska Poręba       | maraton     | 16. miejsce |
| 2014 | 4. Ogólnopolski Bieg Uliczny          | Białystok              | 10 km       | 3. miejsce  |
| 2015 | II LeŚny BieG - Czarnowiec            | Czarnowiec k.Ostrołęki | 10 km       | 1. miejsce  |
| 2015 | 5. TOP AUTO Białystok Biega           | Białystok              | 10 km       | 1. miejsce  |
| 2016 | XXII Półmaraton Kurpiowski            | Ostrołęka              | półmaraton  | 5. miejsce  |
| 2016 | Bieg Mateuszowy                       | Pułtusk                | 10 km       | 1. miejsce  |

## Rekordy życiowe
- bieg na 3000 metrów – 8:46,54 (4 września 2010, Kraków)
- bieg na 5000 metrów – 14:56,29 (29 sierpnia 2010, Kraków)
- bieg na 10 000 metrów – 31:13,97 (29 kwietnia 2017, Rybnik)
- maraton – 2:20:10 (24 czerwca 2016, Warszawa)